# Dulcedo
Dulcedo är ett släkte av fjärilar. Dulcedo ingår i familjen praktfjärilar.
Kladogram enligt Catalogue of Life:
| Dulcedo | \| \| Dulcedo hippomene \| \| \| \| \| \| Dulcedo polita \| \| \| \| |
|         | \| \| Dulcedo hippomene \| \| \| \| \| \| Dulcedo polita \| \| \| \| |
|         | Dulcedo hippomene                                                    |
|         |                                                                      |
|         | Dulcedo polita                                                       |
|         |                                                                      |

## Bildgalleri

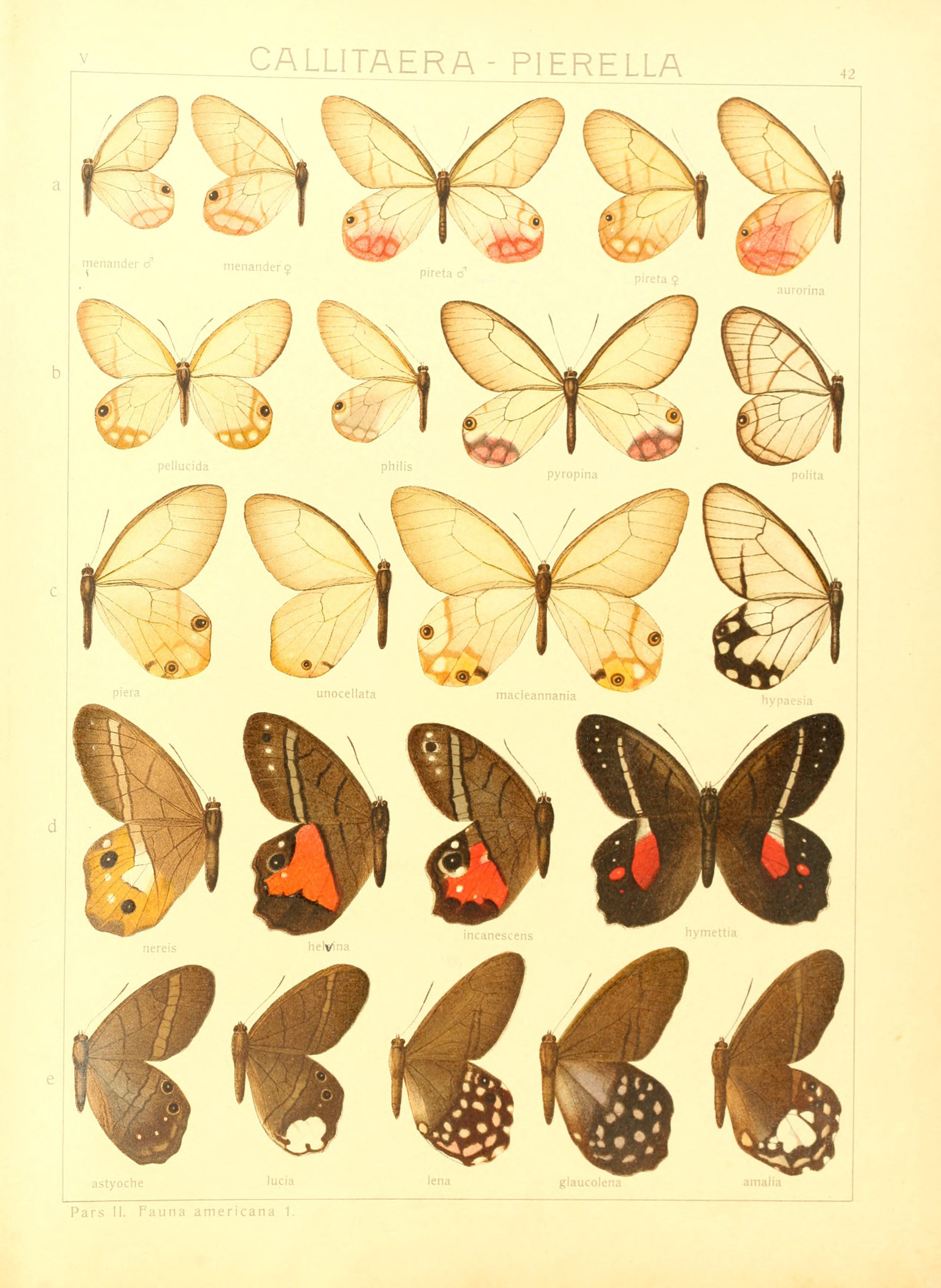
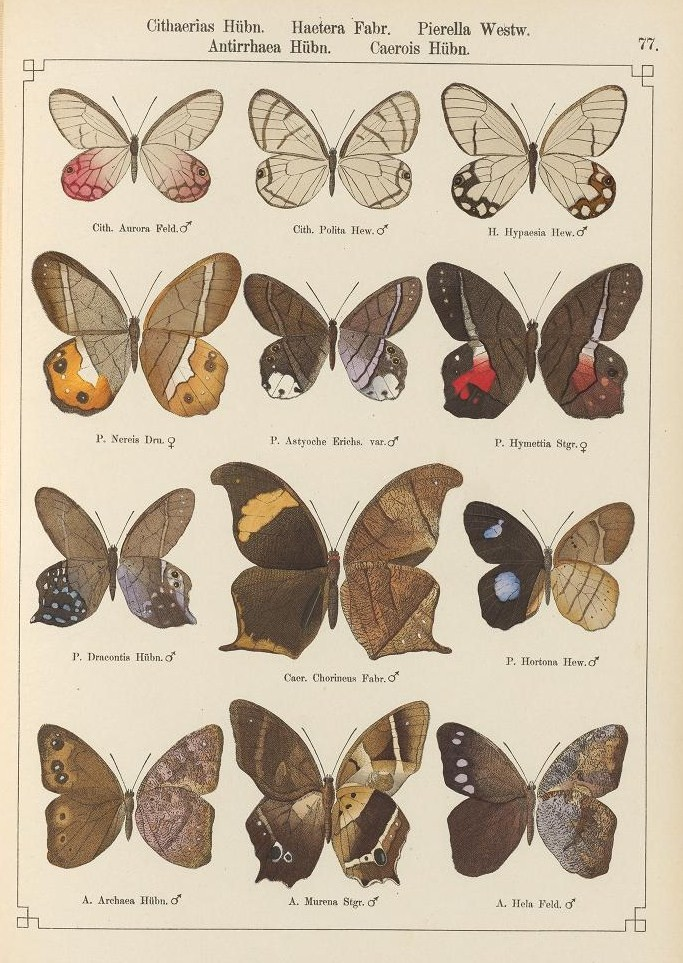